# Bataille de Krtsanissi
Invasions perses de la Géorgie
La bataille de Krtsanissi est un affrontement entre les armées kadjares et géorgienne à Krtsanissi près de Tbilissi (Géorgie), du 8 au 11 septembre 1795. Il s'agit de représailles de l'empereur kadjar, Agha Mohammad Khan, à l'alliance du roi Héraclius II de Géorgie avec l’Empire russe. Abandonnés de leurs alliés russes, les Géorgiens sont battus et leur capitale Tbilissi est détruite par les Kadjars.

## Contexte
La Géorgie orientale, composée des royaumes de Kartli et de Kakhétie, a souvent été vassale de la Perse depuis 1555. La mort de Nâdir Châh en 1747 est l'occasion pour les deux royaumes de se libérer de la botte iranienne. Ils se réunissent de façon accidentelle parce que gouvernés par le même roi, Héraclius II en 1762. En 1783, Héraclius place son royaume sous le protectorat de l'Empire russe par le traité de Gueorguievsk. Un contingent russe de deux bataillons d'infanterie et de 4 pièces d'artillerie est alors envoyé à Tbilissi, puis retiré en 1787, malgré les réclamations des Géorgiens. Malgré cet abandon, Héraclius cherche à établir une monarchie unie et forte qui attirerait à elle les provinces ou royaumes indépendants encore séparés, l'Iméréthie et les provinces contrôlées par l'Empire ottoman.
Quelques années plus tard, une nouvelle dynastie, les Kadjars, émerge en Perse. Leur fondateur, Agha Mohammad Khan, décide de ramener le Caucase dans l'orbite perse. Entre deux querelles intestines de son propre royaume, il se tourne donc vers la Géorgie et exige d'Héraclius II qu'il renonce au traité avec la Russie, lui promettant paix et sécurité dans le cadre de l'empire perse. Héraclius fait alors appel à son alliée et protectrice, Catherine II de Russie, mais en vain. Bien qu'abandonné des Russes, Héraclius II rejette l'ultimatum perse.

## Invasion perse
En août 1795, Agha Mohammad Khan mène son armée forte de 35 000 hommes dans le Caucase, forçant les khans de Gandja et d'Erevan à le suivre. Abandonnant le siège de Chouchi dans le khanat du Karabagh, Agha Mohammad Khan marche sur Tbilissi, et attaque les fortifications par le sud ouest. Abandonné par la plupart de ses nobles, Héraclius II réunit environ 5 000 hommes dont 2 000 auxiliaires d'Iméréthie, guidés par leur roi Salomon II, membre de la dynastie des Bagrations et donc parent lointain d'Héraclius II. Les Géorgiens résistent et repoussent plusieurs assauts les 9 et 10 septembre. Mais informés plus ou moins par des traîtres que les défenseurs étaient à bout, les Kadjars ne se résignent pas. Le 11 septembre, Agha Mohammad Khan mène personnellement une offensive de tous côtés contre les défenseurs géorgiens. Traversant le fleuve Koura malgré le feu de l'artillerie, ils prennent les Géorgiens de flanc. Malgré une tentative de contre-attaque, Héraclius II doit se réfugier dans ses derniers retranchements autour de Tbilissi. À la tombée de la nuit, les forces géorgiennes sont décimées. Les derniers artilleurs couvrent la retraite d'Héraclius II accompagné de 150 hommes qui s'enfuit dans les montagnes. Le combat se poursuit pourtant dans les rues de Tbilissi et la forteresse de Narikala. En quelques heures, Agha Mohammad Khan acquiert le contrôle de la capitale et la fait saccager par ses troupes, qui massacrent et déportent la population, emmenant jusqu'à 15 000 captifs,.

## Conséquences
À son retour en Perse, Agha Mohammad se fait couronner Chah en 1796. De son côté, Héraclius II rentre à Tbilissi pour reconstruire la ville, mais le sac de la ville a porté un coup mortel à tous ses projets de grandeur restaurée d'un royaume uni de Géorgie. Catherine II, en guise de représailles, déclare la guerre à la Perse et envoie une armée sous le commandement de Valérien Zoubov s'attaquer aux possessions des Kadjars. Mais le nouveau Tsar, Paul Ier rappelle bientôt ses troupes.
Agha Mohammad Chah est assassiné peu après, alors qu'il prépare une seconde expédition en Géorgie en 1797. Du côté géorgien, Héraclius II meurt en 1798. Après lui, trois années de confusion affaiblissent encore le royaume de Géorgie, qui est alors aisément annexé par la Russie en 1801,.